# Новоівановка (Ішимбайський район)
Новоіва́новка (рос. Новоивановка, башк. Яңы Ивановка) — присілок у складі Ішимбайського району Башкортостану, Росія. Входить до складу Урман-Бішкадацької сільської ради.
Населення — 51 особа (2010; 71 в 2002).
Національний склад:
- башкири — 87%